# Ева Гонзалес
Ева Гонзалес (фр. Eva Gonzalès; Париз, 19. април 1849 — Париз, 6. мај 1883) је била француска сликарка импресионизма. Она је била једини ученик сликара Едуара Манеа. Као и он, никада није излагала слике са другим импресионистима, али њене слике јасно је сврставају у овај правац. Ева Гонзалес је умрла на првом порођају, тачно шест дана након смрти њеног учитеља, Едуара Манеа.

## Биографија
Ева Гонзалес је рођена у Паризу. У софистициране књижевне и уметничке круговие ју је у раној младости увео њен отац, писац Емануел Гонзалес. Године 1865, са шеснаест година, Ева Гонзалес је започела своје професионално усавршавање и часове уметности цртања од друштвеног портретиста Чарлса Чаплина. Кроз везе свог оца као оснивача Социете дес генс де леттрес, упознала је различите чланове париске културне елите и од малих ногу била је изложена новим идејама које су окруживале уметност и књижевност тог времена. Три године касније упознала је Манета и убрзо постала његов модел, а потом и ученица.
Гонзалес је најпознатија по томе што је почела као ученик уметника Едуарда Манеа у фебруару 1869. Овај однос је формиран због лоших критика које је Манет добио за слике које излагао на Салону, због чега је оклевао да отворено разговара о свом раду; међутим, нешто у Евином присуству извукло је Манета из његове затворености. Кажу да је Мане одмах почео да слика њен портрет, који је завршен у марту 1870. и те године изложен као Mlle E.G. на Париском салону. Нажалост, њене дебитантске слике изложене на Салону, такође 1870. године, биле су засјењене присуством Манетовог портрета. На Портрету Еве Гонзалес, Мане је приказује како ради за штафелајем, али њен укочен став и скупа хаљина очигледно нису погодни за стварање уметничких дела. Овај њен приказ је вероватно натерао неке критичаре да је перципирају једноставно као младу, декоративну манекенку која је радила са старијим афирмисаним мушким сликаром. Гонзалес је био једини Манеов формални ученик и такође је био модел за неколико припадника импресионистичке школе. О Манеовој слиици Mlle E.G.расправљало се више од Гонзалесовог опуса на њеној ретроспективној изложби из 1885. и касније 1950.
Године 1879, после трогодишње веридбе, удала се за Анрија Герара, графичара и Манеовог гравера. Пар је у априлу 1883. добио сина по имену Жан Рејмонд, непосредно пре него што је примио вест о Манеовој смрти. Током француско-пруског рата потражила је уточиште у Дјепу.
Њени радови су били изложени у канцеларијама уметничке ревије L'Art 1882. и у Galerie Georges Petit 1883. године. Данас је једно од Гонзалесових најзначајнијих дела A Loge in the Théàtre des Italiens (1874) која је „описана као једна од најпровокативнијих слика свог времена...“
Године 1883. Гонзелес је умрла на порођају у доби од тридесет четири године, пет дана након смрти свог учитеља Едуарда Манеа због чега су њеног сина одгајали отац и њена сестра Жана, која је касније постала Герардова друга жена. Од њене смрти, изложбе Гонзалесових радова одржаване су у Salons de La Vie Moderne  (1885), Salon d'Automne (1907), у неколико галерија у Паризу. Њен рад је такође изложен 1952. године у Националном музеју лепих уметности у Монте Карлу.
Пре него што је умрла на порођају у 34. години, Гонзалес је излагала своје слике на бројним важним групним изложбама.

## Галерија
- Édouard Manet: 
Портрет Еве Гонзалес
- Eva Gonzalès: 
Der Hornist 
Musée Gaston Rapin
- Eva Gonzalès: 
Strand von Dieppe 
Château-Musée Dieppe
- Eva Gonzalès: 
Ложа позоришта у Италији 
Musée d’Orsay
- Eva Gonzalès: 
Јутарње буђење 
Kunsthalle Bremen
- Eva Gonzalès: 
Модисткиња 
The Art Institute of Chicago
- Eva Gonzalès: 
Дадиља са дететом 
Национална уметничка галерија Вашингтон
- Eva Gonzalès: 
Руже у вази 
Приватна колекција